# Internet Movie Firearms Database
O Internet Movie Firearms Database (IMFDb) é um banco de dados online de armas de fogo usadas ou apresentadas em filmes, programas de televisão, videogames e anime. Um wiki executando o software MediaWiki, é semelhante em função (embora não afiliado) ao Internet Movie Database (IMDb) para a indústria do entretenimento. Inclui artigos relacionados a atores e alguns personagens, como James Bond, listando as armas de fogo específicas com as quais eles foram associados em seus filmes. Integrada ao site está uma seção de hospedagem de imagens semelhante ao Wikimedia Commons que inclui fotos de armas de fogo, logotipos de fabricantes, capturas de tela e artes relacionadas.
O site IMFDb tornou-se uma fonte de referência sobre armamentos na mídia, tendo detalhes dos armamentos e das suas variantes. O site também foi citado em revistas especializadas como a American Rifleman da NRA e a True West Magazine, além de programas de televisão em formato de revista de notícias como a Shooting USA no Outdoor Channel. Em 2015, o IMFDb começou a publicar um boletim de notícias semanal que chega a milhares de leitores todas as sextas-feiras de manhã.

## História
O site foi criado pelo web designer Christopher Serrano em 10 de maio de 2007, com o login de usuário "Bunni". O Internet Movie Firearm Database (IMFDb) foi originalmente criado para ajudar a identificar o uso de armas de fogo em filmes de Hollywood. Nos primeiros meses de existência, listou apenas uma dúzia de filmes, incluindo Matrix, Platoon e Pulp Fiction. À medida que o site crescia, seu conteúdo também crescia. Em junho de 2007, o site começou a listar programas de televisão além de filmes. Desde então, o site foi expandido para incluir páginas de videogames e anime. O site é organizado em um estilo simples e esquemático, com fotos, citações e curiosidades.
Em junho de 2012, a base de dados cresceu para listar mais de 6.445 filmes, mais de 1.925 programas de televisão, mais de 686 videogames e 423 filmes e séries de anime; totalizando 9.814 artigos. Em 16 de dezembro de 2023, os artigos subiram para 30.023 .
Além de especialista em computação, Christopher Serrano também estudou ciência política na UC Santa Barbara. Seu interesse pela criação do site foi motivada por sua curiosidade sobre as armas com visual futurista do filme Matrix (1999), mas ao procurar pelas informações online ele não conseguiu achar muita coisa e identificou uma área em deficiência. Ao longo dos anos, o IMFDb conquistou uma audiência profissional entre o pequeno grupo de mestres de adereços de Hollywood – ou “armeiros” – que fornecem armas de fogo para os sets de filmagem. Gregg Bilson Jr., presidente-executivo da Independent Studio Services, a empresa de Hollywood que forneceu as armas antigas usadas em Django Unchained (2012) e Lincoln (2012), conheceu Christopher em janeiro de 2013 no SHOT Show, uma convenção comercial de armas de fogo com a presença de mais de 62.000 pessoas em Las Vegas. Bilson disse estar inicialmente cético com o modelo de contribuição livre, mas logo ficou surpresa com a precisão do site. Bilson soube do site por meio de um dos armeiros de sua empresa, Larry Zanoff, que o descobriu enquanto fazia pesquisas para um filme. Agora, Zanoff ocasionalmente avalia o site por meio de um de seus colaboradores regulares para corrigir ou esclarecer informações sobre os filmes nos quais trabalhou. Zanoff também aplaudiu o site por trazer louvor às equipes de adereços, as quais não recebem atenção midiática.
Uma pesquisa em 2013 mostrou que o público do site era 98% masculino e entre 18 e 30 anos. A maior parte do tráfego do site vinha de Los Angeles, de pessoas da indústria cinematográfica a usarem o site como ferramenta de referência. Atualmente, metade dos visitantes são de fora dos Estados Unidos  e o público feminino subiu para 21%. A única maneira do IMFDb ganhar dinheiro para continuar funcionando era vendendo espaço publicitário no site, mas em 2013 iniciou um kickstarter pela Rockethub vendendo materiais variados, de adesivos a insígnias, camisas e até mesmo bandoleiras e kits de montagem de armamentos.

## Uso como referência
O banco de dados pesquisável é o carro-chefe do site, e tornou o IMFDb.org num recurso de referência para todos os tipos de público. De sistema semelhante àquele do Internet Movie Database (IMDb), de propriedade da Amazon, o IMFDb atende desde audiências meramente curiosas sobre uma arma específica que viram na mão de um ator famoso, colecionadores casuais de armas e até mesmo a mestres de adereços de Hollywood. A maior parte do tráfego no site é de pesquisas sobre armas específicas vistas em filmes ou jogos de vídeo game, mas também existem discussões entre os usuários. O site eventualmente disponibilizou um canal na plataforma Discord. O IMFDb também é usado como referência em artigos, tais como uma lista das dez melhores armas de filmes natal, um levantamento sobre os protótipos de armamentos americanos que não foram adotados mas acabaram se tornando armas futuristas em filmes, e até mesmo uma história do calibre 9mm através da série de jogos Grand Theft Auto. Um artigo intitulado "Girls With Guns: 8 Notable Female Gunslingers in American Cinema" ("Garotas com armas: 8 pistoleiras notáveis no cinema americano") listou 8 protagonistas do sexo feminino com base no IMFDb, destacando nomes como Angelina Jolie, Lucy Liu e Sigourney Weaver.
O site também foi usado em discussões políticas. Em junho de 2022, o Breitbart News apontou pelo Twitter que o ator Matthew McConaughey utilizou 19 armas em 11 filmes ao longo de 25 anos com base no IMFDb, após o ator ter feito um discurso pró-desarmamento na Casa Branca no rescaldo do tiroteio na escola primária Robb na sua cidade natal de Uvalde, no Texas. O tweet gerou respostas enfurecidas, com o ex-ator George Takei de Jornada nas Estrelas questionando a sua própria relevância e o cineasta James Gunn alegando que não se deveria equalizar armas em obras de ficção com a legislação sobre armamentos no mundo real, e apontando que armas são parte das representações culturais em todos os países mas que só nos Estados Unidos elas são extremamente acessíveis no mercado civil.
O site tem sido usado como fonte de referência pelos proprietários de vários campos de tiro localizados em Las Vegas, Nevada. Depois de ouvir os clientes pedirem para alugar certos tipos de armas de fogo usadas em filmes e videogames, os proprietários do estande usaram o IMFDb para pesquisar as armas em questão. O site também é motivo de piadas com relação aos usuários que são muito obcecados com o passatempo do estudo das armas de fogo, e que gostam de criticar detalhes com um escrutínio absurdamente detalhado. Com o típico aspecto de adultos socialmente deficientes demonstrando um "conhecimento aspergiano ridículo de armas de fogo usadas para desconstruir pedantemente as modificações de uma pistola vista na tela por menos de um segundo na mão de um figurante de fundo".

### Apocalipse zumbi

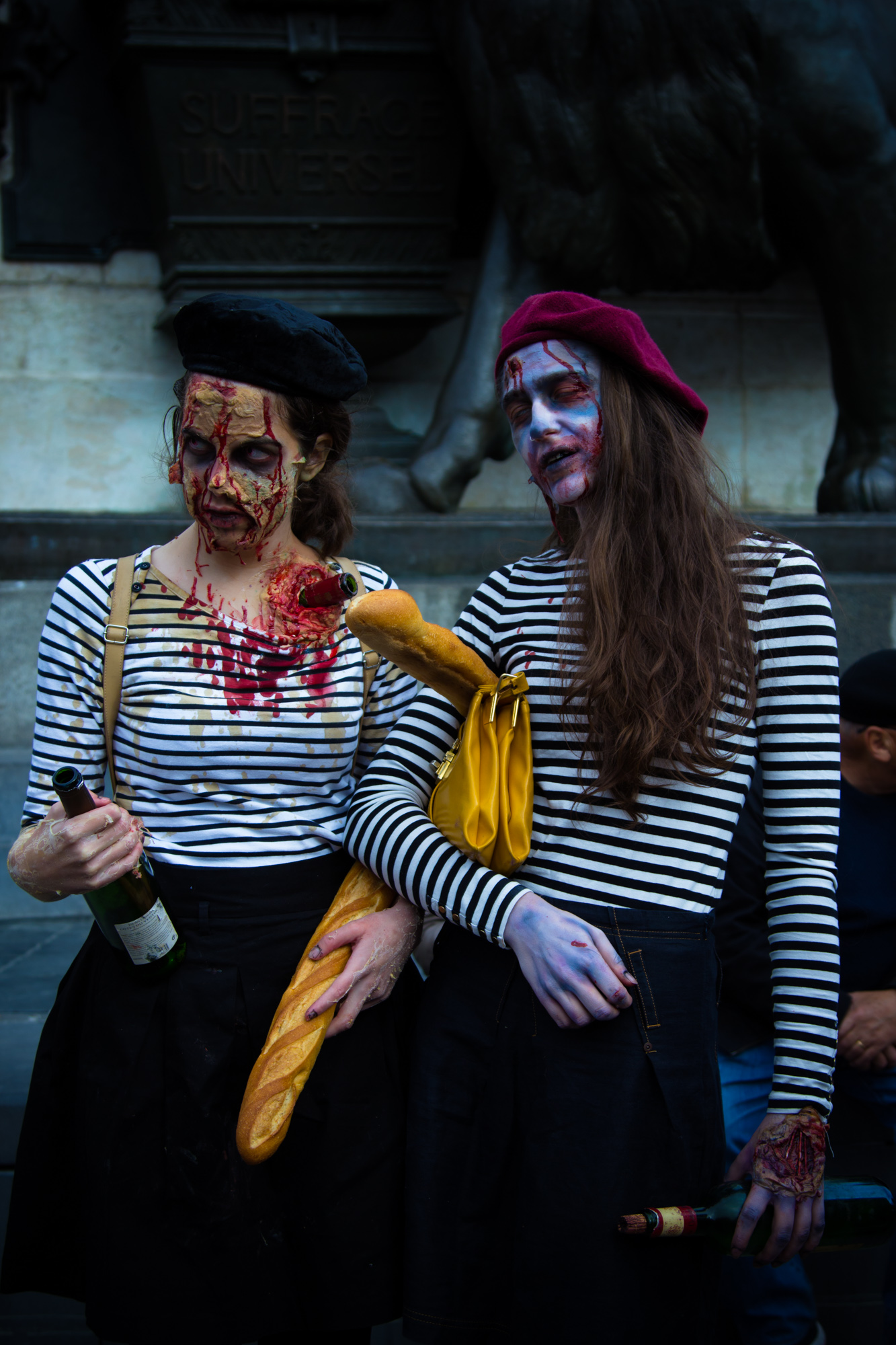
Participantes do Zombie Walk de Paris.

Na cultura popular, o site ajudou a colocar em evidência o protagonismo das armas nas histórias de zumbis. Novamente a obsessão dos usuários é colocada nos holofotes, com as discussões sobre zumbis - cuja própria categoria tem, em 2023, 255 itens - contendo tópicos tais como se uma arma que precisa ser limpa com frequência é uma boa escolha para um sequência de luta prolongada. A listagem do site também mostra a diferença cultural dos países onde a história ocorre. Nos filmes norte-americanos, os protagonistas são fartamente armados com fuzis de assalto e escopetas, com todos os armamentos prontamente disponíveis para serem achados por eles. Já nas adaptações em outros países, são objetos do dia a dia ou ferramentas que são usadas como armas; tendo uma lista curta na IMFDb, tal como os demais filmes não-americanos. Enquanto nos filmes americanos o protagonista empunhará uma arma de fogo, em pose triunfal, no filme australiano Cargo, o ator Martin Freeman porta uma bengala no pôster do filme e, no filme cubano Juan de los Muertos, o personagem Juan tem um remo e nunchakus. O desequilíbrio de poder daquelas que tem armas também é notável, seja no comportamento ou na pose. A posse de armas em oposição a não estar armado também cria o perigo de que nem todos os "vivos" são confiáveis e podem abusar dos indefesos.
A linguagem corporal também muda com a posse ou não de armamento. Os personagens ficam diferentes quando enfrentam os zumbis com armas ou quando usam tampas de latas de lixo ou móveis. Protagonistas armados moldam a forma como as histórias são contadas, e a sua introdução guia a composição da filmagem. Aos invés dos heróis saturando os alvos de forma fulgurante como nos filmes americanos, o filme sul-coreano Busanhaeng (2016), cria suspense a partir da ausência de armas. Em vez do poder de fogo e a confiança de quem tem a vantagem, os personagens trabalham com a arquitetura do trem; esquivando-se e encurralando os zumbis atrás de portas de passagem ou os afastam em corredores de assentos, banheiros e áreas de bagagem. O fenômeno do apocalipse zumbi é tão amplo na literatura midiática, com filmes, séries e jogos de vídeo game, que os zumbis são usados como ameaças simuladas no treinamento de resposta a emergências do mundo real e são prática comum em estandes de tiro. Em Las Vegas, existe até um pacote de “caça aos zumbis”, completo com fuzis M4 e pistolas Glock.

## Proibições

### Exclusões
Uma categoria específica de armas que não se destina a fazer parte do banco de dados são as armas de fogo fictícias. Por exemplo, armas que estão além da tecnologia atual, como armas laser, de plasma e/ou dispositivos de partículas nucleares (ou seja, fótons, etc.) normalmente não são aceitos pelos colaboradores do site. Essa categoria de armas fictícias é associada a filmes de ficção científica, mas também a videogames e anime. Nesses casos, são representados os dispositivos que representam armas de fogo reais ou uma hipotética evolução futura das armas de fogo atuais.
Como o banco de dados se refere principalmente a armas portáteis, as categorias de grandes dispositivos destrutivos também são excluídas. Um exemplo seria um míssil balístico intercontinental (ICBM). Também não são permitidos filmes caseiros e jogos em flash, apenas filmes e jogos com lançamento oficial.

### Exceções
Exceções às exclusões acima são armas portáteis que são fictícias, mas construídas a partir de armas de fogo da vida real (modificadas ou originais), mesmo que o projétil seja totalmente fictício. Um exemplo seriam os fuzis blaster dos filmes Star Wars. Esses dispositivos disparam "raios de energia" nos filmes, e a arma de fogo na qual eles se baseiam é a submetralhadora Sterling de fabricação britânica. Outro exemplo seria o filme Wild Wild West de 1999, no qual uma metralhadora Gatling motorizada com rotação automática é usada, embora isso não tenha sido realizado até 1946 - as metralhadoras Gatling na época em que o filme se passa eram operadas exclusivamente por manivela.